# العدوف (مذيخرة)

تعديل مصدري - تعديل

العدوف هي إحدى قرى عزلة الجوالح بمديرية مذيخرة التابعة لمحافظة إب، بلغ تعداد سكانها 974 نسمة حسب تعداد اليمن لعام 2004.